# Peggia nitida
Peggia nitida är en insektsart som först beskrevs av Stsl 1870.  Peggia nitida ingår i släktet Peggia och familjen Derbidae. Inga underarter finns listade i Catalogue of Life.